# Listă de județe dispărute din România

## Țara Românească

### Oltenia
- Județul Jaleș
- Județul Gilort
- Județul Motru
- Județul de Baltă
- Județul Romanați

### Muntenia
- Județul Pădureț, contopit cu Județul Muscel în timpul domnitorului Radu Mihnea.
- Județul Saac (Săcuieni),dizolvat la 1 ianuarie 1845, prin decizia domnitorului Gheorghe Bibescu.
- Județul Brăila a dispărut de pe harta Valahiei după ce orașul Brăila a devenit raia turcească (1540 - 1829). După Tratatul de la Adrianopol reapare sub sub același nume, în urma retrocedării orașului Brăila.
- Județul Vlașca
- Județul Râmnicu Sărat (Slam Râmnic)

## Moldova
- Județul Putna
- Județul Tecuci
- Județul Covurlui
- Județul Fălciu
- Județul Roman
- Județul Baia
- Județul Dorohoi

## Basarabia
- Județul Cahul
- Județul Cetatea Albă
- Județul Ismail
- Județul Tighina
- Județul Lăpușna
- Județul Orhei
- Județul Bălți
- Județul Soroca
- Județul Hotin
- Județul Bolgrad (de la Mica Unire până în 1878)
- Județul Chilia (ivit în Al Doilea Război Mondial, după eliberarea Basarabiei)

## Transilvania
- Județul Năsăud
- Județul Someș
- Județul Turda
- Județul Ciuc
- Județul Trei Scaune
- Județul Odorhei
- Județul Târnava Mare
- Județul Târnava Mică
- Județul Făgăraș

## Banat
- Județul Timiș-Torontal
- Județul Caraș
- Județul Severin

## Dobrogea
- Județul Caliacra
- Județul Durostor
- Județul Silistra Nouă

## Bucovina
- Județul Rădăuți
- Județul Storojineț
- Județul Cernăuți
- Județul Câmpulung